# Třída Tverdyj
Třída Tverdyj (jinak též třída Točnyj) byla třída torpédoborců ruského carského námořnictva. Celkem bylo postaveno pět jednotek této třídy. Rozestavěny byly na Baltu, ale po vypuknutí rusko-japonské války byly přesunuty a dokončeny na Dálném východě pro Tichooceánské loďstvo. Nasazeny byly rovněž za první světové války. Od června 1918 byly zadrženy Japonskem, přičemž Rudá armáda je obsadila až v říjnu 1920. Do sovětského námořnictva byly následně zařazeny pouze první dva.

## Stavba
Celkem bylo v letech 1904–1908 postaveno pět jednotek této třídy. Konstrukčně byly téměř shodné s dřívější třídou Krečet, hlavní změnou bylo zvětšení ráže torpédometů na 457 mm. Stavbu zahájily loděnice Crichton a Něvskij v Petrohradu, přičemž po vypuknutí rusko-japonské války byly rozestavěné torpédoborce po sekcích přepraveny k dokončení do Vladivostoku.
Jednotky třídy Tverdyj:
| Jméno                      | Loděnice | Založený kýlu | Spuštěna | Vstup do služby | Status                                |
| -------------------------- | -------- | ------------- | -------- | --------------- | ------------------------------------- |
| Točnyj                     | Něvskij  | 1904          | 1906     | 1906            | Od roku 1923 Lazo, vyřazen 1927.      |
| Trevožnyj                  | Něvskij  | 1904          | 1906     | 1906            | Od roku 1923 Potapenko, vyřazen 1927. |
| Tverdyj                    | Něvskij  | 1904          | 1906     | 1906            | Vyřazen 1923.                         |
| Inženěr-mechanik Anastasov | Crichton | 1905          | 1907     | 1908            | Vyřazen 1922.                         |
| Lejtěnant Malejev          | Crichton | 1905          | 1907     | 1908            | Vyřazen 1922.                         |

## Konstrukce

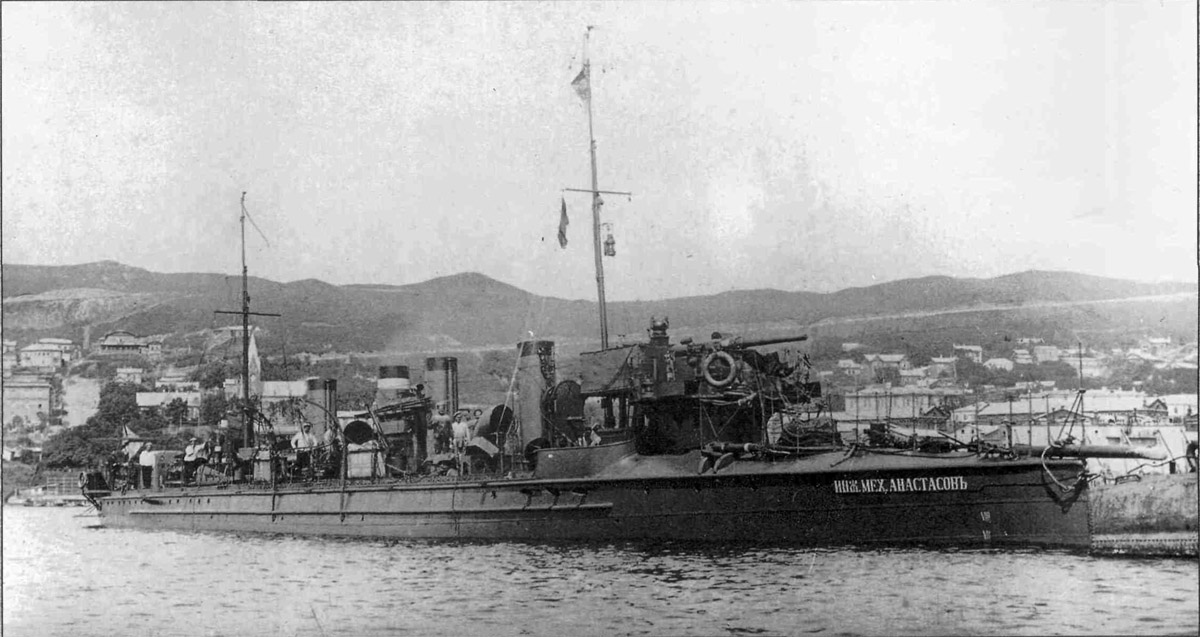
Inženěr-mechanik Anastasov

Torpédoborce nesly jeden 75mm kanón, tři 47mm kanóny a dva 457mm torpédomety. Pohonný systém tvořily čtyři kotle a dva parní stroje o výkonu 3800 hp, pohánějící dva lodní šrouby. Nejvyšší rychlost dosahovala 26 uzlů. Dosah byl 950–1100 námořních mil při rychlosti 12 uzlů.

### Modernizace
V letech 1910–1911 byly všechny 47mm kanóny nahrazeny druhým 75mm kanónem.